# Заманов, Хасан Заманович
Хасан Заманов (14 сентября 1912 — 20 ноября 1951) — красноармеец Рабоче-крестьянской Красной Армии, участник Великой Отечественной войн, Герой Советского Союза (1944).

## Биография
Родился 14 сентября 1912 года в селе Кузякино (ныне — Актанышский район Татарстана).
Проживал в Ижевске, работал на машиностроительном заводе.
В 1942 году призван на службу в Рабоче-крестьянскую Красную Армию. С июня 1943 года — на фронтах Великой Отечественной войны, был стрелком 465-го стрелкового полка 167-й стрелковой дивизии 38-й армии Воронежского фронта. Отличился во время битвы за Днепр.
25 сентября 1943 годав составе своего подразделения переправился через Днепр к северу от Киева и принял активное участие в захвате плацдарма на его западном берегу, а затем в течение последующего месяца удерживал его, отражая многочисленные немецкие контратаки. 3 ноября 1943 года получил тяжёлое ранение в бою за Пущу-Водицу.
Указом Президиума Верховного Совета СССР «О присвоении звания Героя Советского Союза генералам, офицерскому, сержантскому и рядовому составу Красной Армии» от 10 января 1944 года за «образцовое выполнение боевых заданий командования на фронте борьбы с немецко-фашистскими захватчиками и проявленные при этом отвагу и геройство» был удостоен высокого звания Героя Советского Союза. Был также награждён рядом медалей, в том числе «За отвагу» (17.08.1944).
Орден Ленина и медаль «Золотая Звезда» ему не были вручены из-за путаницы в документах. Грамота о присвоении ему звания Героя Советского Союза была передана родственникам Заманова лишь в 1968 году.
Был демобилизован по инвалидности, после чего вернулся в Ижевск, а затем переехал в посёлок Покровск-Уральский (ныне — в черте Североуральска). С октября 1950 года трудился на шахте «Первомайская» Богословского рудоуправления электросварщиком.
Скоропостижно скончался 20 ноября 1951 года. Похоронен на кладбище города Североуральск.
Памятник Заманову установлен в Североуральске.
1 сентября 2018 года в посёлке Покровск-Уральский на территории школы № 2 (ул. Ленина, д. 10) открыта мемориальная доска в честь Владимира Рылова, воевавшему в Афганистане, и Героя Советского Союза Хасана Заманова.

## Награды
- Медаль «Золотая Звезда»;
- орден Ленина (03.11.1943);
- медаль «За отвагу» (19.08.1944)[7].